# Kanton Rouen-4
Kanton Rouen-4 is een voormalig kanton van het Franse departement Seine-Maritime. Het kanton maakte deel uit van het arrondissement Rouen. Het werd opgeheven bij decreet van 27 februari 2014 met uitwerking in maart 2015.

## Gemeenten
Het kanton Rouen-4 omvatte enkel een deel van de gemeente Rouen, meer bepaald de wijken:
- Croix de Pierre
- Mont-Gargan
- Saint-Pierre
- Martainville

## Conseiller général
Een kanton heeft een Conseiller général die door de burgers in het kanton gekozen wordt.
| Periode   | Conseiller         | Politieke partij |
| --------- | ------------------ | ---------------- |
| 1945-1949 | Lucie Guérin       | PCF              |
| 1949-1955 | M. Halbout         | RS               |
| 1955-1961 | M. Jonquais        | PCF              |
| 1961-1967 | Roger Dusseaulx    | UNR              |
| 1967-1973 | Jean Malvasio      | PCF              |
| 1973-1979 | M. Blaiset         | DVD              |
| 1979-1998 | Serge Benoist      | UDF-PSD          |
| 1998-2004 | Bertrand Bellanger | RPR              |
| 2004-2011 | Yvon Robert        | PS               |
| 2011-2015 | Caroline Dutarte   | PS               |